# Descrição documental
A descrição documental pode ser considerada um procedimento arquivístico que permite a localização dos documentos existentes nos arquivos, através de instrumentos de pesquisa, como guias, inventários, índices, etc.

## Funcionamento
Após o acervo de um arquivo ser organizado, é necessário que os pesquisadores e usuários do arquivo encontrem os documentos (informações) de que necessitam para seu interesse. O profissional arquivista responsável pelo acervo documental, elabora os instrumentos de pesquisa ou busca, a fim de identificar a documentação que existe no arquivo.
Dessa forma, o acervo é identificado e a localização dos documentos definida para uma possivel consulta dos usuários do arquivo.
A descrição é um conjunto de procedimentos que leva em conta os elementos formais e de conteúdo dos documentos para elaboração de instrumentos de pesquisa, a [classificação dos documentos] só consegue atingir plenamente seus objetivos mediante a descrição. Sendo assim, a descrição é proveniente do processo de classificação e de avaliação, devendo ser aliada a um conjunto de metadados que representem as informações que identificam o acervo arquivístico e explicam o seu contexto. Os instrumentos que apóiam a descrição são os inventários, guias, catálogos, os quais explicam os documentos de arquivo quanto a sua localização, identificação e gestão, além de situar o pesquisador quanto ao contexto e os sistemas de arquivo que os gerou. No intuito de padronizar a descrição arquivística o Conselho Internacional de Arquivos criou uma norma mundial de descrição arquivística, General International Standard Archival Description, a ISAD (G). Esta norma propõe padronizar a descrição arquivística a partir de uma estruturação multinível, isto é, do geral ao particular, inserindo cada item da descrição na estrutura geral do fundo de arquivo, em uma relação hierárquica. Existe também outras normas como a Norma Brasileira de Descrição Arquivística (NOBRADE).